# Infrahabitatge

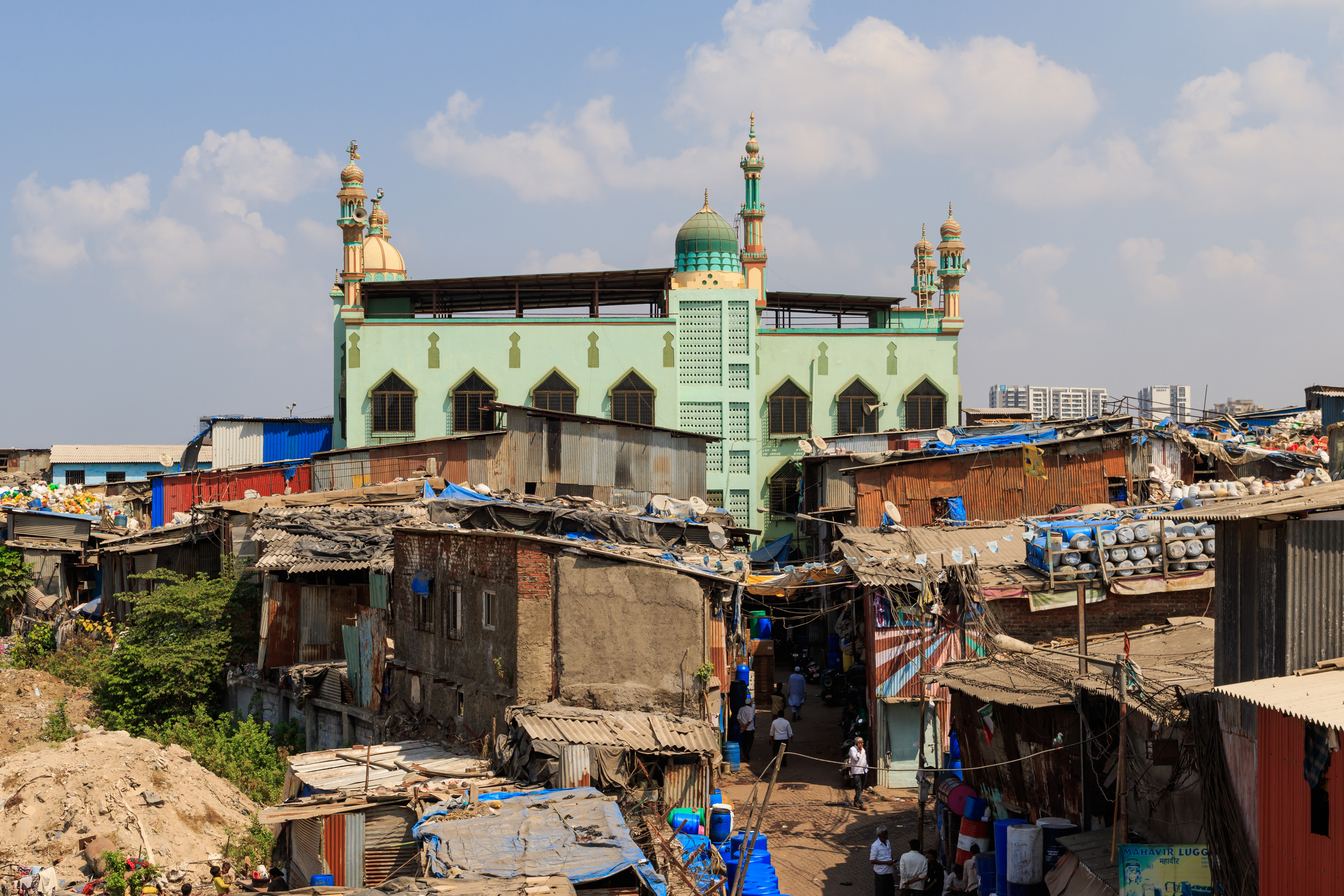
Dharavi, un dels majors barris de tuguris al món, a la ciutat de Bombai.

Un infrahabitatge, barri de barraques, assentament irregular o assentament informal és un lloc on s'estableix una persona o una comunitat que roman al marge del reglament establert per les autoritats encarregades de l'ordenament urbà.
Sociòlegs com Neil Smith, un dels teòrics de la gentrificació urbana, han apuntat algunes claus per entendre com milers de persones migrants, aturades, precàries i sense sostre que habiten a «la nova frontera urbana» ocupen tals barris degradats. Per Smith, aquest procés forma part de la lògica capitalista de generar «zones de desenvolupament desigual». Així, mentre unes zones s'elititzen i s'hi fan inversions d'alt valor immobiliari, artístic i cultural, d'altres es converteixen paral·lelament en zones de desinversió, creixement de la droga i la marginalitat avançada. Una mà d'obra sobrant, exclosa i discriminada que també omplirà les institucions penitenciàries.

## Context
| 0-10% 10-20% 20-30% 30-40% 40-50% 50-60% 60-70% 70-80% 80-90% 90-100% Sense dades |

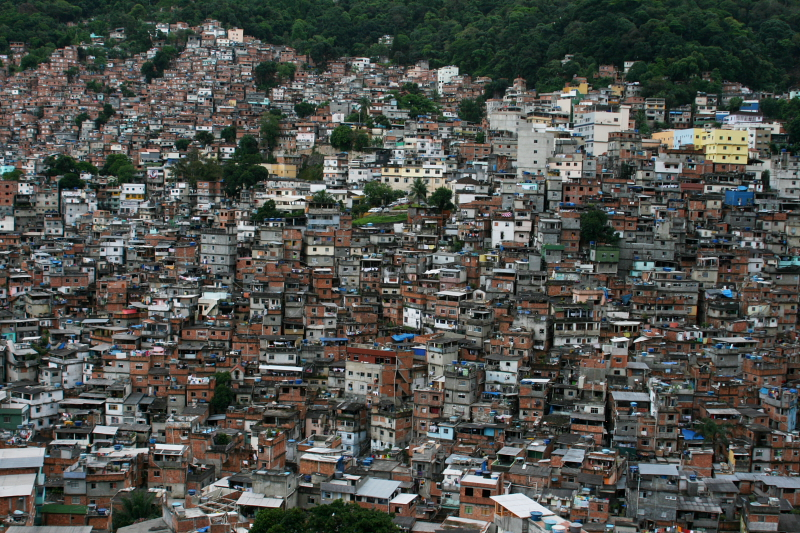
Favela Dona Rocinha a la ciutat de Rio de Janeiro

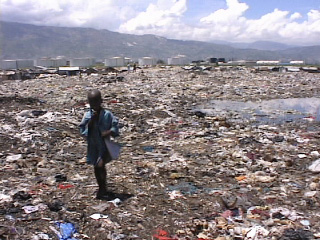
Assentament irregular a Haití

Països per percentatge de la població urbana resident en assentaments irregulars

Els establiments irregulars (col·loquialment anomenats «barraques» o «ocupacions») són, en general, densos assentaments que abasten comunitats o individus albergats en habitatges auto-construïts sota deficients condicions de vida. Prenen forma d'establiments espontanis sense reconeixement ni drets legals, expandint les vores de les ciutats en terrenys marginals que estan dins dels límits de les zones urbanes.
Són característics dels països en vies de desenvolupament o zones de pobresa de comunitats d'immigrants o minories ètniques en països desenvolupats. Són el producte d'una necessitat urgent d'obtenció d'habitatge de les comunitats urbanes amb escassos recursos econòmics. Com a tals, es caracteritzen per:
1. Una densa proliferació d'habitatges elaborats amb diversos materials reciclats
2. Per la degradació ambiental que causen en l'ecosistema local
3. Per severs problemes socials

Es generen quan l'administració vigent i les autoritats de desenvolupament urbà no poden tractar les necessitats de la comunitat sencera o quan grups de persones necessiten un lloc on viure però no disposen dels recursos econòmics necessaris per poder adquirir una habitatge de tipus «regular». Aquestes àrees es caracteritzen per posseir un nivell molt ràpid de creixement, no estructurat i no planejat. A escala global, els assentaments irregulars són un problema significatiu, especialment en els països del Tercer Món, els quals alberguen a la majoria de la població empobrida. Dins d'aquests assentaments és fàcil la formació de colles, i serveixen com amagatalls de bandes de delinqüents. Els robatoris, furts i violència de tota classe es donen més sovint en aquests llocs per la marginalitat en què viuen. El consum i venda de drogues tenen en aquests llocs el seu epicentre.
Un informe de la comissió de la seguretat social de les Nacions Unides de 1986 va indicar que entre un 30 i un 60% dels residents de les ciutats més grans dels països subdesenvolupats viuen en assentaments irregulars.
Sovint els assentaments irregulars tenen una estructura organitzacional definida, que és encapçalada pels líders comunitaris. Aquesta organització és una mesura que es dona com a resultat de crear un mitjà de protecció davant les pressions de les autoritats locals, que generalment estan en contra de la seva situació irregular i pot portar en molts casos al desallotjament. L'organització d'un assentament irregular es porta a terme mitjançant la generació d'una relació de solidaritat entre el seu veïnatge.
Els establiments irregulars són sistemes socials dinàmics complexos que experimenten un canvi continu. En ocupar la terra irregularment, els residents estan sovint preparats per evadir la llei amb l'esperança de millorar la seva situació econòmica. Típicament, la dinàmica política i social interna està caracteritzada per la solidaritat i/o la confrontació. No obstant això, el conflicte intern és inherent amb relació a la situació de la comunitat i els agents externs, com les autoritats i els residents circumdants. Una comunitat pot actuar en solidaritat al negociar amb les autoritats o l'envair un terreny. Les autoritats, en general, adopten una actitud passiva respecte a aquests barris degradats, intervenint només quan el seu creixement genera desordres socials, disturbis o crim organitzat.
La solidaritat pot ocórrer durant les negociacions amb les autoritats, però les disputes poden ocórrer durant la implementació dels programes acordats amb les autoritats i durant el funcionament ple del mateix establiment.
Per a un agent extern, és molt difícil intervenir en els establiments irregulars amb els objectius de millorar-los o procurar que les condicions físiques, higièniques, i la justícia social prevalguin. Els líders de la comunitat actuen com guardians, les relacions amb les autoritats tendeixen a ser irregulars i per tant, no regulades. A causa d'això, és difícil que les institucions formals d'ordenament territorial puguin fer repartiments equitatius.
Els acords es poden elaborar sobre una base quotidiana. A causa de la complexitat d'aquesta situació, molts projectes de millores no aconsegueixen assolir els resultats desitjats per les autoritats. En particular, molts observadors critiquen projectes que lliuren arrendaments individuals, especialment en règim de propietat lliure d'impostos. No obstant això, també existeixen problemes associats amb l'ús de formes comunals d'arrendament.

## Característiques

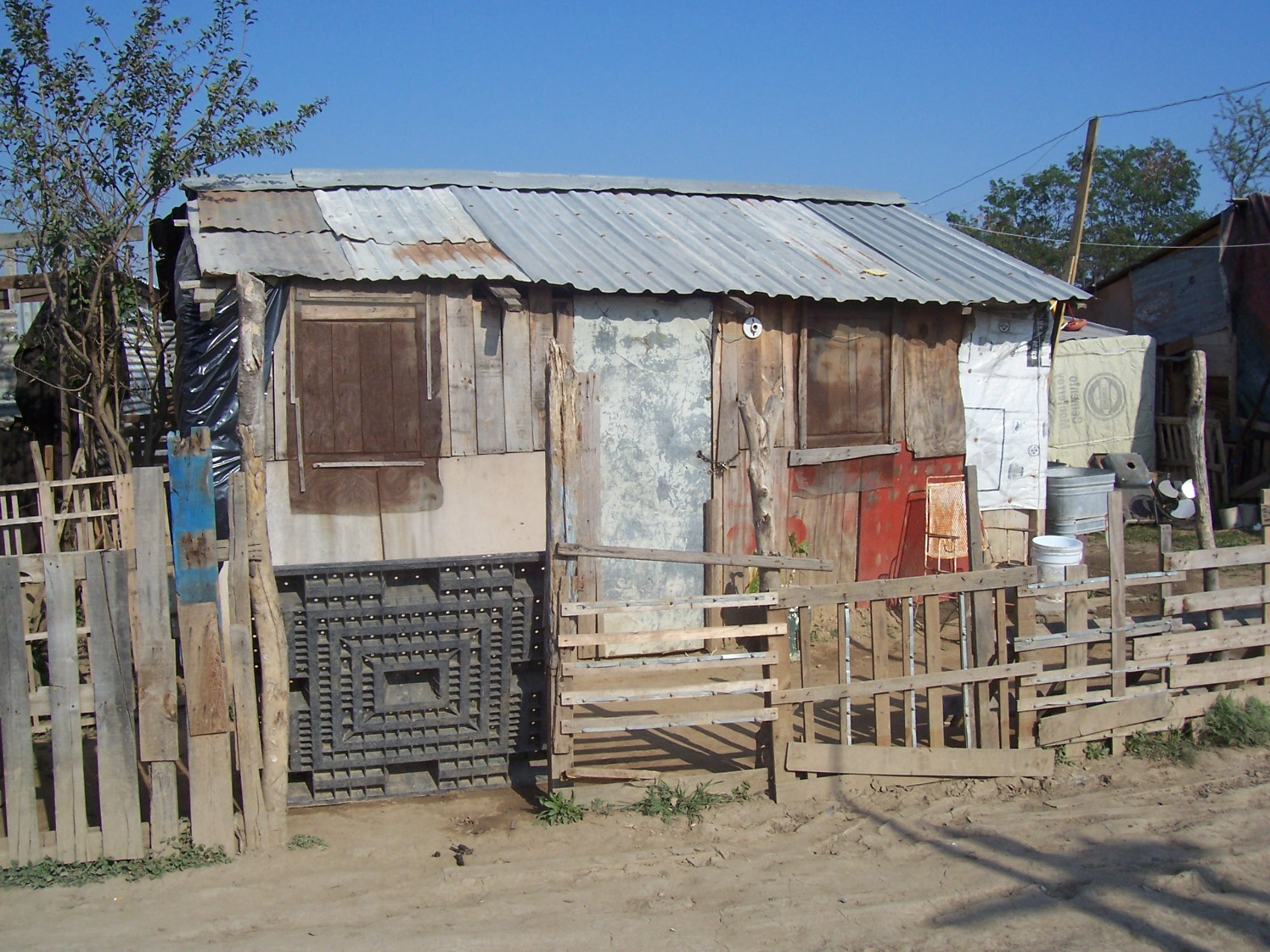
Ciudad perdida a Mèxic

El traç d'un assentament irregular en general és de forma irregular. Normalment aquest tipus d'assentaments no tenen la infraestructura i/o els serveis bàsics com ara aigua potable, drenatge, electricitat, i telèfon en els seus inicis, tot i que amb el transcurs del temps aquests es van dotant dels serveis mitjançant l'autoconstrucció i cooperació comunitària.
Els seus residents existeixen en un estat permanent d'inseguretat legal i social, ja que viuen en terrenys sense el consentiment dels seus autèntics amos i estan subjectes a amenaces de desallotjament i a la negació dels serveis municipals com ara aigua potable, recollida d'escombraries, drenatge pluvial, pavimentació de carrers, transport públic i enllumenat, entre d'altres.
Sovint es localitzen en zones de risc subjectes a la degradació ambiental i perills. Es complica la implementació dels serveis bàsics per la seva manca de planificació i disseny urbà, a més del seu accelerat creixement. Els residents normalment no tenen prou preparació educativa i, per tant, no és comú que estiguin dins de les activitats econòmiques formals o al nivell del mercat laboral veí.
Les seves habitants tenen més riscos de contraure malalties i hi ha una major mortalitat a causa dels seus nivells de pobresa i la influència negativa del medi ambient on resideixen. L'accés als equipaments urbans tals com escoles, clíniques i atenció social està molt limitat. L'espai públic obert pot ser insegur i insuficient per a les necessitats de la comunitat. Finalment, la disparitat visible entre els assentaments irregulars i les àrees circumdants pot portar a tensions socials i generar crim. Aquests mateixos factors també poden incrementar l'exclusió social i econòmica.
D'aquesta manera la ciutat irregular creix i creix deixant grans guanys per a uns pocs i pèssimes condicions d'habitabilitat per a la majoria que no té opció d'accés al sòl en el mercat formal, i per la tolerància i displicència dels governs que no fan cap tipus d'actuació ni per evitar aquests fenòmens ni per afavorir l'oferta de sòl formal i amb condicions dignes a preus possibles per als pobres. Per contra, en la majoria dels casos els governs concentren la inversió a la ciutat formal i realitzen programes curatius de poc abast a la gran ciutat irregular.
Als Països Catalans, tot i ser un fenomen que s'havia donat per desaparegut, els assentaments de població exclosa en l'infrahabitatge segueixen presents. Una de les seves característiques és la de la invisibilitat, perquè s'ubiquen en espais semiaïllats geogràficament i socialment. Ocupen els marges d’infraestructures viàries, ferroviàries o energètiques, polígons industrials en desús, solars amb façanes tapiades, a prop de deixalleries o de tallers de desballestament de vehicles, camuflats amb el barraquisme agrícola o bé en espais naturalitzats, al voltant de rius urbans, coves i grutes. Amb missatges mediàtics i polítics com «netejar» o «recuperar» aquestes zones degradades, es justifica que futurs inversors les comprin a baix preu, les remodelin i desplacin aquesta població per extreure el màxim benefici de la venda.

## Intervenció en la planificació urbana
Els establiments irregulars requereixen l'elaboració de models espacials que donin suport als esforços de millorar les condicions de vida més bàsiques, això és un contrast amb el món desenvolupat, on els progressos cap a les tecnologies per construir els models espacials 3D d'urbanització formal es consideren com un fet garantit. Els panorames més comuns d'aquest tipus d'investigació inclouen, entre altres: 

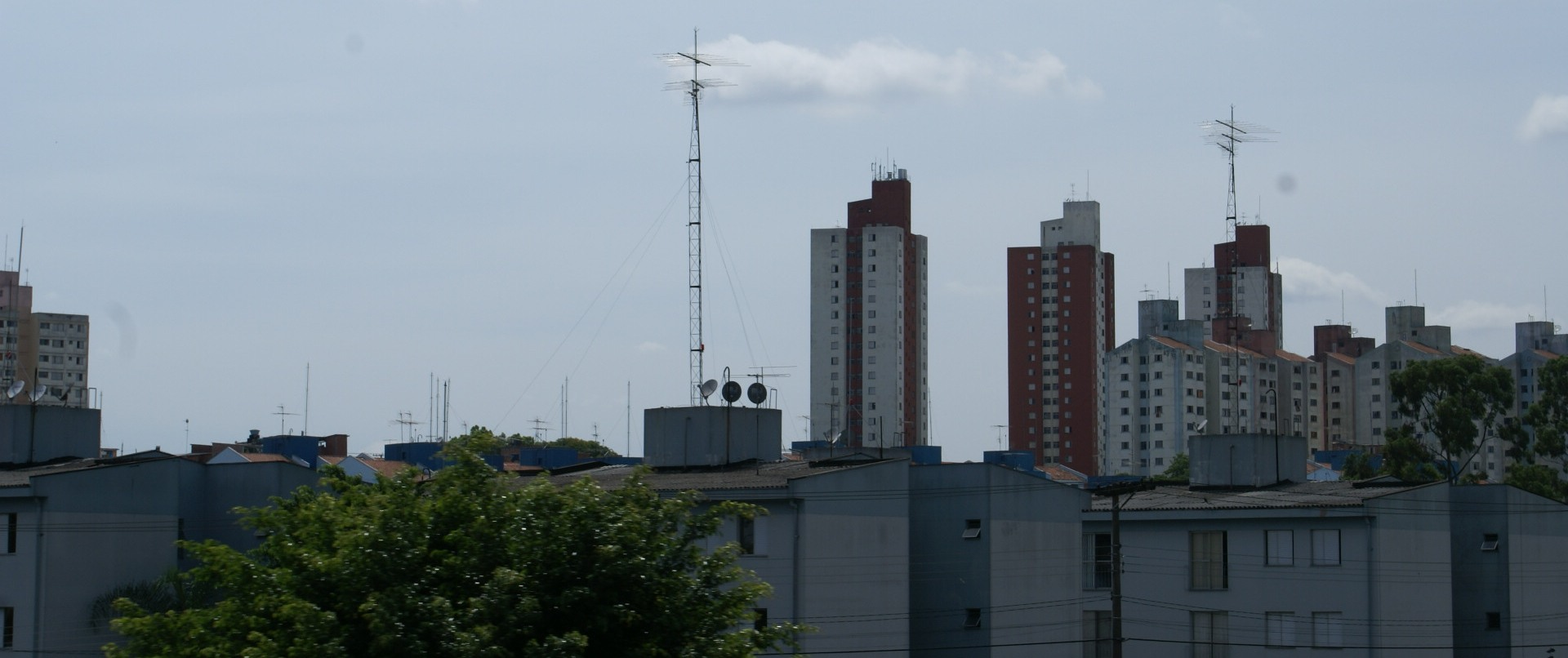
Edificis a la Vila Heliópolis de São Paulo

1. El monitoratge i predicció de les expansions
2. Reubicació dels residents cap a habitatges formals
3. Millora dels establiments existents
4. Prevenció de desastres
5. Administració dels recursos i l'ambient

Un requisit crucial per a una planificació urbana eficaç és posar en marxa l'accés a dades espacials exactes i actualitzades atès que els establiments irregulars creixen molt ràpidament i les tècniques tradicionals de mapatge no són econòmiques ni pràctiques. Per tant, les imatges aèries i satel·litàries són la millor font d'informació espacial sobre establiments irregulars.

## Vulnerabilitat dels assentaments irregulars
La urbanització ràpida sembla un dels factors claus en el creixement de la vulnerabilitat, en particular en famílies de renda baixa dins dels assentaments irregulars. El procés d'urbanització dona com a resultat una pressió sobre la terra quan els migrants rurals es traslladen a les ciutats superpoblades, on els nouvinguts tenen poques alternatives diferents a ocupar terres insegures. Però els riscos de les amenaces naturals són només una part dels perills que afronten aquestes comunitats al costat de la mala nutrició, la salut deficient i la inseguretat ciutadana.
Les poques oportunitats que tenen els habitants per sortir-ne solen dur la gent al crim, així per exemple, s'estima que 10.000 persones són narcoguerrilleres del Comando Vermelho (la meitat infants) a les faveles de Rio de Janeiro i 20.000 del Primer Comando Capital a São Paulo, fet que augmenta la violència i inseguretat en aquestes zones.